# Eva Christian (Autorin)
Eva Christian (* 30. April 1976 in Weiden in der Oberpfalz, Bayern) ist eine deutsche Autorin. Sie verfasst Kinder- und Jugendliteratur, Lernhilfen, Unterrichtsmaterial und Geschenkbücher.

## Leben
Eva Christian wurde 1976 in Weiden in der Oberpfalz geboren. Sie besuchte zunächst die Gerhardinger-Grundschule und danach das Augustinus-Gymnasium Weiden. Nach dem Lehramtsstudium an der Universität Regensburg wechselte sie ins Verlagswesen. Sie zog 2003 nach München und begann ihre berufliche Laufbahn als Lektorin und Redakteurin beim CARE-LINE Verlag. Zeitgleich begann sie mit dem Schreiben eigener Bücher, von Unterrichtsmaterialien und Lernhilfen über Geschichten für das Kamishibai und Kinderbücher bis hin zu Geschenkbüchern für verschiedene Zielgruppen.
2014 wechselte Eva Christian in den Fachjournalismus. Für die SAZsport, eine Fachzeitung für Sporthandel und Sportindustrie, die bis 2015 im SAZ Verlag (München) erschienen ist und seit 2016 zur Ebner Media Group (München) gehört, arbeitete sie als Redakteurin und später auch als Chefin vom Dienst.
Seit 2022 ist Eva Christian für den Hase und Igel Verlag in doppelter Funktion tätig: als Autorin und Lektorin.

## Publikationen
- Mila entdeckt die Farben. Hase und Igel Verlag, 2023
- Als Weihnachten einmal fast nicht stattfand. Hase und Igel Verlag, 2023, ISBN 978-3-86316294-8.
- Die Leseratte mit dem magischen Auge – Lagerfeuergeschichten. Lingen Verlag, 2014
- Die Leseratte mit dem magischen Auge – Beste Freundinnen. Lingen Verlag, 2014
- Deutsche Rechtschreibung – clever gelernt!. Schulwerkstatt-Verlag, 2014, ISBN 978-3-94025710-9.
- Zur Kommunion wünsch ich dir. GROH Verlag, 2013, ISBN 978-3-84851108-2.
- Zur Konfirmation wünsch ich dir. GROH Verlag, 2013, ISBN 978-3-84851109-9.
- Die Oberpfalz – der vergessene Regierungsbezirk Bayerns. Online-Artikel bei Pagewizz.com
- Von 0 bis 10 mit Karlchen und Karoline – Spielerische Materialien zum ersten Zählen. CARE-LINE Verlag, 2013 (digitale Publikation)
- Materialsammlung „Tiere“ – Mit Kindern spielerisch die Tierwelt erkunden. CARE-LINE Verlag, 2013 (digitale Publikation)
- Die Weltreligionen – Kinder zur Auseinandersetzung mit Religiosität und Glauben führen. CARE-LINE Verlag, 2012 (digitale Publikation)
- Das Phänomen Schrift – Bei Kindern das Interesse für Schrift und Schreiben wecken. CARE-LINE Verlag, 2012 (digitale Publikation)
- Moritz muss ins Krankenhaus: in den Sprachversionen Deutsch, Englisch, Arabisch, Französisch. CARE-LINE Verlag, 2012, ISBN 978-3-86878074-1.
- So macht Lesen Spaß – Abenteuergeschichten. Lingen Verlag, 2012.
- Das große Übungsbuch Mathematik. Alles Wichtige in einem Band Textaufgaben und Rechenübungen. Grundschule 1.-4. Klasse. Klett, 2012, ISBN 978-3-12561798-8.
- Krebskranke Kinder – Unterrichtsmaterial, Film und Projektideen. CARE-LINE Verlag, 2011.
- So macht Lesen Spaß – Popstargeschichten. Lingen Verlag, 2011.
- So macht Lesen Spaß – Internatsgeschichten. Lingen Verlag, 2011.
- DS-Taschen-Trainer Mathematik 6. Klasse. Klett, 2011, ISBN 978-3-12561767-4.
- DS-Taschen-Trainer Mathematik 5. Klasse. Klett, 2012, ISBN 978-3-12561766-7.
- So macht Lesen Spaß – Freundinnengeschichten. Lingen Verlag, 2010
- Ein Besuch in der Teddyklinik – Wie Teddy Moritz seine Angst vor dem Krankenhaus verlor. CARE-LINE Verlag, 2010, ISBN 978-3-86878029-1.
- Rechenübungen für Jungs. Mathematik 1. – 4. Klasse: 100 Aufgaben, die Jungs wirklich begeistern. Pons-Verlag, 2010, ISBN 978-3125616455.
- Rechenübungen für Mädchen. Mathematik 1. – 4. Klasse: 100 Aufgaben, die Mädchen wirklich begeistern. Klett, 2010, ISBN 978-3-12561646-2.
- So macht Lesen Spaß – Ballettgeschichten. Lingen Verlag, 2009
- Zahlreiche Geschichtenbeiträge in: 365 Gute-Nacht-Lieder und -Geschichten. Lingen Verlag, 2009
- Zahlreiche Geschichtenbeiträge in: 365 Gute-Nacht-Geschichten. Lingen Verlag, 2008
- Das Einhorn entdeckt den Märchenwald. Lingen Verlag, 2008
- Ritter Ohnefurcht im Königreich Amabile. Lingen Verlag, 2008
- Zauberfee Annabell und die Wunderblume. Lingen Verlag, 2008
- Käpten Carlos und der große Schatz. Lingen Verlag, 2008
- Klassenarbeit – keine Panik! Deutsch 3. Klasse: Übungsheft für Grundschulkinder. Mit Lösungen. CARE-LINE Verlag, 2004, ISBN 978-3-93725221-6.
- Klassenarbeit – keine Panik! Mathematik 3. Klasse - Band 1. CARE-LINE Verlag, 2004, ISBN 978-3-93725222-3.